# Amanzimtoti (Fluss)
Der Amanzimtoti, der mit offiziellem Namen auch Manzimtoti genannt wird, ist ein kurzer Fluss in der südafrikanischen Provinz KwaZulu-Natal.

## Verlauf
Er fließt durch den gleichnamigen Ort Amanzimtoti und mündet in den Indischen Ozean und bildet dabei, je nach Abflussmenge, eine bis zu 1,6 km lange Lagune aus. Der Fluss wird von der National Route 2 überbrückt.
Der Amanzimtoti ist durch einfließendes Abwasser stark verschmutzt.

## Hydrometrie
Die langjährigen mittleren Abflusswerte des Amanzimtoti werden mit 0,26 m³/s angegeben.
Im April 2022 kam es nach tagelangen Regenfällen zu Überschwemmungen und Erdrutschen in der Provinz mit über 400 Todesopfern. Auch der Amanzimtoti trat über die Ufer.